# Chris Tvedt
Chris Tvedt (født 1954 i Bergen) er en norsk forfatter.
Tvedt har studeret jura og litteraturvidenskab ved Universitetet i Bergen. Han har arbejdet som advokat, men efter debuten med krimiromanen Rimelig tvil i 2005 har han været forfatter på heltid. Han har senere skrevet en række kriminalromaner med forsvarsadvokaten Mikael Brenne som hovedperson. Hans bøger er oversat til dansk, tysk, nederlandsk, ukrainsk. 
Han blev tildelt Rivertonprisen 2010 for romanen Dødens sirkel.